# Гехадір (Котайк)
Гехадір (вірм. Գեղադիր) — село в марзі Котайк, у центрі Вірменії. Населення займається землеробством і скотарством.